# Tarsostenus
Tarsostenus —  жесткокрылых насекомых семейства пестряков.

## Описание
Бока и переднеспинка окаймлены у основания. Тело узкое.

## Систематика
В составе рода:
- Tarsostenus bicolor Opitz, 2016
- Tarsostenus kanak Opitz, 2016
- Tarsostenus tricolor (Heller, 1916)
- Tarsostenus univittatus (Rossi, 1792)